# 7:e världsjamboreen
Den 7:e världsjamboreen hölls 1951 i Bad Ischl i Österrike. Antalet deltagare var begränsade till 15 000 scouter, vilka samlades  på en golfbana bland bergen i Salzkammergutregionen. Jamboreen organiserades av frivilliga scoutledare på deras fritid.